# Olibrus desbrochersi
Olibrus desbrochersi is een keversoort uit de familie glanzende bloemkevers (Phalacridae). De wetenschappelijke naam van de soort werd in 1892 gepubliceerd door Guillebeau.